# Clemente Caldesi
Clemente Caldesi (Faenza, 13 febbraio 1848 – Faenza, 3 agosto 1923) è stato un avvocato e politico italiano.

## Biografia
In politica fin dall'adolescenza, organizzatore e in seguito a capo dei radicali della sua città seguendo le orme patriottiche di suo padre e suo nonno, ancor prima di conseguire la laurea è consigliere comunale ed assessore di Faenza e consigliere provinciale di Ravenna. Nel collegio di quest'ultima città viene eletto per le prime due legislature della sua vita parlamentare alla Camera del Regno, rappresentando quello di Faenza nelle altre quattro, sempre col sostegno di Felice Cavallotti. 
Repubblicano e progressista, ma al contempo fedele al giuramento di fedeltà al Re dovuto dai parlamentari, nel 1905, rimasto fuori dalla Camera, viene nominato senatore a vita; dieci anni dopo aderisce al movimento interventista, infervorando il sentimento patriottico della sua città con la visita di Cesare Battisti, e nonostante la salute ormai malferma si fa portare a Roma per la seduta del Senato del 21 maggio 1915, allo scopo di dare voto favorevole ai pieni poteri al governo per la guerra.